# Chiara Strazzulla
Chiara Strazzulla (* 15. Juli 1990 in Augusta, Sizilien) ist eine italienische Schriftstellerin. Sie wurde durch ihren Fantasyroman Dardamen – Gefährten der Finsternis (italienischer Originaltitel: Gli eroi del crepuscolo) bekannt. 
Chiara Strazzulla wurde in Sizilien geboren und wuchs in Ciampino bei Rom auf. Mit dreizehn Jahren hatte sie erste Ideen für diese Fantasy-Saga, mit fünfzehn fing sie an, die Geschichte im „Herr-der-Ringe-Stil“ zu schreiben und beendete ein Jahr später die Arbeit an dem Roman, der 2008 vom Verlag Einaudi veröffentlicht wurde. Das sorgte in italienischen Feuilletons für Aufsehen, da Einaudi bis dahin keinen Fantasy-Roman publiziert hatte. Ein Jahr später erschien ihr zweiter Roman La strada che scende nell'ombra, ebenfalls bei Einaudi.
Zurzeit studiert Strazzulla Literaturwissenschaft auf der Scuola Normale Superiore in Pisa und schreibt an ihrem dritten Roman.
Noch als Schülerin wurde im Jahr 2007 ihre Geschichte Storia di una notte di metà autunno beim Wettbewerb G.A.S. al minimo beim Fantasio Festival von Perugia ausgezeichnet.

## Veröffentlichungen
- 2008: Gli eroi del crepuscolo. Einaudi, 2008, ISBN 9788806192655 (deutsch Dardamen – Gefährten der Finsternis. cbj/Verlagsgruppe Random House, 2009)
- 2009: La strada che scende nell'ombra. Einaudi, 2009, ISBN 9788806197957 (deutsch Tharkarún – Krieger der Nacht. CBJ Verlag/Random House, 2011)
- 2015: Il rocchetto di madreperla. Einaudi, 2015